# Mona Hofland
Mona Hofland Skjønberg, född 24 juni 1929 i Bergen, död 11 februari 2010, var en norsk skådespelare, från 1958 gift med Espen Skjønberg.
Hofland utbildade sig vid Statens håndverks- og kunstindustriskole 1945–1947 och var elev vid Studioteatret 1949–1950. Hon var därefter vid Oslo Nye Teater 1950–1962, Fjernsynsteatret 1962–1963, var frilans 1963–1967, och vid Nationaltheatret 1967–1999. Hon har också spelat vid Rogaland Teater, Den Nationale Scene och Trøndelag Teater. Bland hennes roller märks Siri i Ernst Orvils Uskyld, titelrollen i Kameliadamen och i Hans Wiers-Jenssens Anne Pedersdotter, Hanna Glavari i Den glada änkan, Lavinia i Eugene O'Neills Klaga månde Elektra, Eliza Doolittle i My Fair Lady och titelrollen i Henrik Ibsens Hedda Gabler.
Hon tilldelades Radioens Blå Fugl 1990 och Per Aabels ærespris 1994. År 2001 blev hon utnämnd till riddare av St. Olavs Orden.

## Filmografi (urval)
- 1948 – Dit vindarna bär
- 1952 – Trine!
- 1953 – Den evige Eva
- 1957 – Stevnemøte med glemte år
- 1958 – Ut av mørket
- 1979 – Det stora arvet
- 1992 – Krigarens hjärta
- 1994 – Drömspel
- 2002 – Jag är Dina